# Cselling
A cselling (Notholaena marantae) ritka páfrányfaj, mely feltételezések szerint a kainozoikumi eljegesedés előtti harmadidőszak flórájának egy a mai napig fennmaradt maradványfaja. Magyarországon fokozottan védett növény, természetvédelmi értéke 250 000 Ft, s az országban egyedül a Badacsony melletti Szent György-hegyen fordul elő.

## Előfordulása
Eurázsiában a melegebb területeken a Himalájától egészen a Pireneusokig, Afrikában Etiópiában elterjedt növényfaj, mely széles elterjedési területe ellenére ritka. Európában leginkább a Mediterráneumban, északabbra csupán néhány foltban fordul elő, mint például Magyarországon a Szent György-hegyen, vagy Horvátországban a Tarcal-hegységben (Fruška Gora).
A Szent György-hegyi populációra 1901-ben bukkant Julius Baumgartner (1870–1955) osztrák mohakutató, de ekkor még nem ismerte fel ennek jelentőségét, mert abban a tudatban volt, hogy a magyarországi flóra avatott kutatói ismerik itteni előfordulását, így nem is publikálta adatát. Több mint tíz évvel ezt követően, 1912-ben említette meg jeles botanikusunknak, Degen Árpádnak egy közös botanikai kirándulás során, aki még az évben felkereste és megtalálta a csellingeket a Szent György-hegyen.

## Jellemzése
Levelei arasznyi hosszúságúak, világosbarna fonákuk sűrűn pikkelyszőrös. Spórái a levelek fonákán képződnek. Megfigyelhető, hogy szárazságok idején levelei összepöndörödnek és barnára színeződnek, kellő mennyiségű csapadék esetén (általában a tavaszi és őszi esők idején) viszont bőrneműek és élénkzöld színűek; ez a „viselkedés” az úgynevezett poikilohidrikus vízháztartásnak köszönhető, azaz a növény sejtjei a száraz időszakokban elveszített víztartalmukat ismét képesek felvenni az esős időszak beköszöntével. Míg a mohák körében elterjedt ez a jelenség, addig a magasabb rendű növényeknél nagyon ritka; a magyar flórában a csellingen kívül a pikkelypáfrány (Ceterach officinarum) rendelkezik még ilyen vízháztartással.

## Élőhelye
Csak a száraz, meleg mikroklímájú helyeken, kizárólag bazalton vagy szerpentiniten létrejött, vékony talajréteggel jellemezhető sziklagyepekben él.

## Rendszertani helye
Egyes rendszerezők újabban a Paraceterach növénynemzetségbe sorolják, ebben az esetben a tudományos neve Paraceterach marantae (L.) R.M.Tryon, míg mások a Paragymnopteris növénynemzetségbe Paragymnopteris marantae (L.) K.H.Shing tudományos néven.